# Gerhard Zwerenz

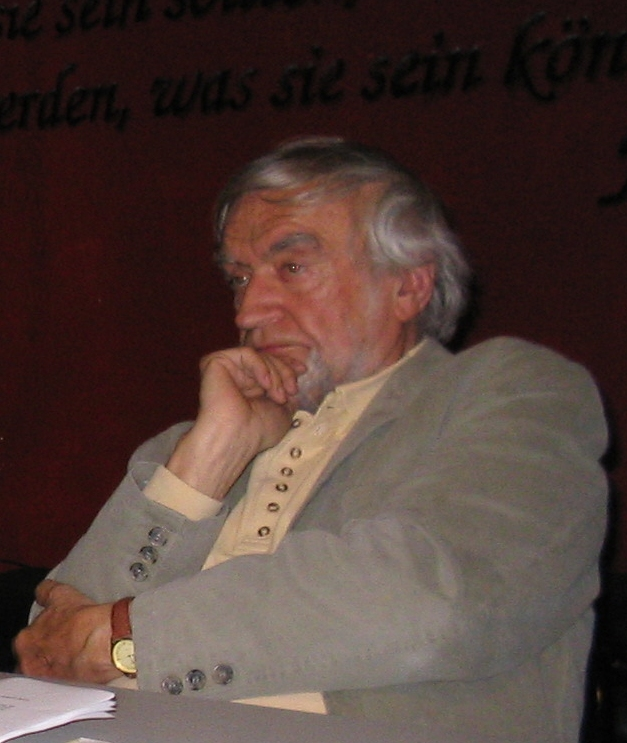
Gerhard Zwerenz, 2005

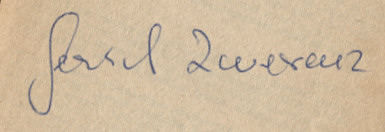
Signatur

Gerhard Zwerenz (* 3. Juni 1925 in Gablenz, Sachsen; † 13. Juli 2015 in Oberreifenberg) war ein deutscher Schriftsteller und Bundestagsabgeordneter für die PDS.

## Leben und Werk
Gerhard Zwerenz wurde in Gablenz/Sachsen als Sohn eines Ziegeleiarbeiters und einer Textilarbeiterin geboren. Er begann nach der Schulzeit eine Kupferschmiedlehre, meldete sich 1942 freiwillig zur Wehrmacht, nahm zwei Jahre lang am Zweiten Weltkrieg teil und geriet 1944 nach seiner Desertion zur Roten Armee bei Warschau in sowjetische Kriegsgefangenschaft.
1948 kehrte er aus der Kriegsgefangenschaft zurück und wurde zur Volkspolizei verpflichtet, der er bis 1951 angehörte. Von 1949 bis 1957 war Zwerenz Mitglied der SED. Den Einsatz als Dozent an der Ingenieurschule Zwickau beendete eine Tbc-Erkrankung und ein längerer Aufenthalt in einem Sanatorium. Erst danach konnte er von 1953 bis 1956 Philosophie bei Ernst Bloch in Leipzig studieren. Ab 1956 arbeitete Gerhard Zwerenz als freiberuflicher Schriftsteller. 1957 wurde er aus der SED ausgeschlossen und nach Verhören in einem Gefängnis des Ministeriums für Staatssicherheit in Leipzig floh er ein halbes Jahr später nach West-Berlin.
Gerhard Zwerenz lebte gemeinsam mit seiner Ehefrau, der Autorin Ingrid Zwerenz, in München, Köln, Offenbach am Main und in Oberreifenberg/Taunus. Die gemeinsame Tochter Catharina Zwerenz ist Drehbuchautorin und Regisseurin.
Zwerenz war Mitglied des PEN-Zentrums Deutschland.
1959 verfasste Gerhard Zwerenz Die Liebe der toten Männer, eine romanhafte Gestaltung des Aufstandes vom 17. Juni 1953. 1961 schrieb Zwerenz die Essaysammlung Ärgernisse – Von der Maas bis an die Memel. Den Essayband Wider die deutschen Tabus brachte er 1962 heraus, genauso wie Gesänge auf dem Markt und Heldengedenktage. Ein Jahr später verfasste er Dreizehn Versuche, eine ehrerbietige Haltung anzunehmen und eine biografische Skizze über Walter Ulbricht.
1969 verfasste er das Vorwort für das beim Heinrich Heine Verlag publizierte Buch Otto Strassers (Reihe: Streit-Zeit-Bücher) mit dem Titel Mein Kampf. Es enthielt aber keine Hitler-Biografie, sondern eine vom Verlag überarbeitete Fassung des 1958 im Selbstverlag erschienenen Strasser-Buches Exil.
Mit Casanova oder Der Kleine Herr in Krieg und Frieden verfasste Zwerenz einen Bestseller. In der Gestalt des Helden Michel Casanova wird der Typ des unangepassten Menschen in verschiedenen gesellschaftlichen Systemen geschildert. Die Folgejahre thematisierte er die Sexualität mit Büchern wie Erbarmen mit den Männern. Ein Roman vom Aschermittwochsfest und den sieben Sinnlichkeiten. 1971 schrieb er den Roman Kopf und Bauch und den Essayband Der plebejische Intellektuelle (Fischer 1972). 1973 erschien Die Erde ist unbewohnbar wie der Mond, eine Kritik der Lebensverhältnisse in der Bundesrepublik. Die darin prominent agierende Figur eines jüdischen Grundstücksspekulanten – eine kaum verhüllte Karikatur Ignatz Bubis’ – löste bei Erscheinen des Werks einen Skandal aus und brachte dem Autor den Vorwurf antisemitischer Schriftstellerei ein. Zwerenz’ Freund Rainer Werner Fassbinder verarbeitete den Roman einige Jahre später zu seinem ebenso – wenn nicht noch stärker – umstrittenen Theaterstück Der Müll, die Stadt und der Tod. Zwerenz reagierte auf diese Angriffe im April 1976 in der Zeit mit dem Artikel Linker Antisemitismus ist unmöglich und schreibt dort: „Wenn von zehn wichtigen Maklern in Frankfurt acht jüdischer Herkunft sind, kann ich nicht nur über einen Perser schreiben, den es auch gibt.“ 1980 spielte Zwerenz in dem Rainer-Werner-Fassbinder-Epos Berlin Alexanderplatz mit. 1986 nahm er mit dem Buch Die Rückkehr des toten Juden nach Deutschland zu den Antisemitismusvorwürfen gegen ihn und Fassbinder Stellung.
Weiterhin publizierte er Der Widerspruch. Autobiographischer Bericht (1974) und Die Quadriga des Mischa Wolf (1975), worin die Agentenaffäre Guillaume verarbeitet wird. Danach beschloss Zwerenz, seine Werke nur noch als Taschenbücher zu veröffentlichen. 1982 verfasste er Antwort an einen Friedensfreund oder längere Epistel für Stephan Hermlin und meinen Hund.
Das 1988 erschienene Buch Soldaten sind Mörder – Die Deutschen und der Krieg gab Anlass zu 25 juristischen Auseinandersetzungen, von Strafanzeigen bis zu Gerichtsprozessen und Einstweiligen Verfügungen, wurde aber nicht verboten.
1989 erschien der Roman Vergiß die Träume Deiner Jugend nicht. Zu seinem 65. Geburtstag im Jahr 1990 kündigte Gerhard Zwerenz an, nicht mehr schreiben, sondern „in Rente gehen“ zu wollen.
Während seiner schriftstellerischen Tätigkeit schrieb Zwerenz unter dem Pseudonym Gert Amsterdam auch erotische bis pornografische Literatur. Eines dieser Bücher, Das Kleingeld der Hetären, wurde von der Bundesprüfstelle für jugendgefährdende Medien 1987 als jugendgefährdend indiziert.
1991 erhielt er den Alternativen Georg-Büchner-Preis. Die politischen Schriften Rechts und dumm und Links und lahm schrieb er 1993 und 1994. 2004 schrieb er ein Vorwort für das Buch des einstigen Rechtsextremisten Torsten Lemmer, Rechts raus. Außerdem erschien sein gemeinsam mit Ingrid Zwerenz geschriebenes Buch Sklavensprache und Revolte.
Gerhard Zwerenz lebte zuletzt in Oberreifenberg im Taunus.

## Politik
Von 1994 bis 1998 war Zwerenz über die offene Liste der PDS Mitglied des deutschen Bundestags. Er erwarb sich einen Ruf als der „unbeugsame Deserteur“. Im Januar 1997 gehörte Zwerenz zu den Mitunterzeichnern der „Erfurter Erklärung“. Um die Bundesregierung 1998 abzulösen, schlugen die Unterstützer vor, eine Koalition der linken Parteien zu bilden. Diese sollte aus der SPD, dem Bündnis 90/Die Grünen und der PDS bestehen. Eine Zusammenarbeit mit der PDS wurde von den Grünen abgelehnt.

## Verwandtschaft
Die österreichische Sängerin und Schauspielerin Mizzi Zwerenz war nach Angaben von Gerhard Zwerenz eine Großtante seines Großvaters väterlicherseits.

## Publikationen
- 1948: Ballade vom Holzhaufen bei Minsk. In: junge Welt. 7. Mai 2005, S. 12.
- 1956: Aristotelische und Brechtsche Dramatik. Versuch einer ästhetischen Wertung. Essays. Greifen, Rudolstadt.
- 1956: Magie, Sternenglaube, Spiritismus, Streifzüge durch den Aberglauben. Urania, Leipzig.
- 1959: Die Liebe der toten Männer. Kiepenheuer & Witsch, Köln.
- 1959: Aufs Rad geflochten. Roman vom Aufstieg der neuen Klasse. Kiepenheuer & Witsch, Köln.
- 1961: Ärgernisse – Von der Maas bis an die Memel. Essays. Kiepenheuer & Witsch, Köln.
- 1962: Gesänge auf dem Markt. Phantastische Geschichten und Liebeslieder. Kiepenheuer & Witsch, Köln.
- 1962: Wider die deutschen Tabus. Polemik. List, München.
- 1964: Heldengedenktag. Dreizehn Versuche in Prosa, eine ehrerbietige Haltung einzunehmen. Scherz, München.
- 1966: Casanova oder der Kleine Herr in Krieg und Frieden. Roman. Scherz, München.
- 1968: Vom Nutzen des dicken Fells und andere Geschichten. Wilhelm Goldmann, München.
- 1968: Erbarmen mit den Männern. Roman vom Aschermittwochsfest und den sieben Sinnlichkeiten. Scherz, München.
- 1969: Die Lust am Sozialismus. Ein Wahlgeschenk. Heinrich-Heine, Frankfurt am Main.
- 1970: Leslie Markwart. d. i. G. Z..: Die Zukunft der Männer. Olympia Press, Frankfurt am Main.
- 1970: Peer Tarrok. d. i. G. Z..: Rasputin. Joseph Melzer Zero Press, Darmstadt.
- 1971: Kopf und Bauch. Die Geschichte eines Arbeiters, der unter die Intellektuellen gefallen ist. Fischer, Frankfurt am Main.
- 1972: Nicht alles gefallen lassen. Schulbuchgeschichten. Fischer TB, Frankfurt am Main.
- 1972: Der plebejische Intellektuelle. S. Fischer Verlag, Frankfurt am Main.
- 1972: Bericht aus dem Landesinneren. City. Strecke. Siedlung. S. Fischer Verlag, Frankfurt am Main.
- 1973: Die Erde ist unbewohnbar wie der Mond. S. Fischer Verlag, Frankfurt am Main.
- 1974: Der Widerspruch. Autobiographischer Bericht. S. Fischer Verlag, Frankfurt am Main.
- 1975: Die Quadriga des Mischa Wolf. S. Fischer Verlag, Frankfurt am Main.
- 1975: Vorbereitungen zur Hochzeit. Erzählungen. Fischer Taschenbuch, Frankfurt am Main.
- 1975: Tantenliebe. Rasputin. Bürgertum und Pornographie. Zweitausendeins, Frankfurt am Main.
- 1975: Politische Schriften: Aristotelische und Brechtsche Dramatik. Ärgernisse. Die Lust am Sozialismus. Zweitausendeins, Frankfurt am Main.
- 1977: Die Westdeutschen. Erfahrungen, Beschreibungen, Analysen. C. Bertelsmann, München.
- 1977: Wozu das ganze Theater. Lustige Geschichten von Schauspielern, Verlegern, von Frankfurt am Main, seiner Buchmesse und vom lieben schönen Tod. Verlag R.S. Schulz, Percha/Kempfenhausen.
- 1978: Das Grosselternkind. Beltz & Gelberg, Weinheim, ISBN 3-407-80751-1.
- 1978: Die schrecklichen Folgen der Legende, ein Liebhaber gewesen zu sein. Erotische Geschichten. Wilhelm Goldmann, München.
- 1979: Kurt Tucholsky. Biographie eines guten Deutschen. Bertelsmann, München.
- 1979: Die Ehe der Maria Braun. Wilhelm Goldmann, München.
  - 1981: Il matrimonio di Maria Braun. Übersetzung aus dem Deutschen: s. o. 1979. Rizzoli Editore, Milano.
- 1979: Ein fröhliches Leben in der Wüste. Roman einer Reise durch drei Tage und drei Nächte. R. S. Schulz, Percha/Kempfenhausen.
- 1980: Die Geschäfte des Herrn Morgenstern Satiren. Universitas, München.
- 1980: Eine Liebe in Schweden. Roman vom seltsamen Spiel und Tod des Satirikers K. T. Wilhelm Goldmann, München.
- 1980: Salut für einen alten Poeten. Wilhelm Goldmann, München.
- 1980: Der Mann und das Mädchen. Moewig, München.
- 1980: Rohes Muster. In: Kritik der Tierversuche. Kübler Verlag, Lampertheim 1980, ISBN 3-921265-24-X, S. 37–40.
- 1981: Wir haben jetzt Ruhe in Deutschland. Hoffmann & Campe, Hamburg.
- 1981: Der chinesische Hund. Roman. Wilhelm Goldmann, München.
- 1981: Die 25. Stunde der Liebe. Roman. Wilhelm Goldmann, München.
- 1981: Das Konzept des plebejischen Intellektuellen
- 1981: Die lang verlorenen Gefühle. Moewig, München.
- 1981: Die Freiheit einer Frau. Moewig, München.
- 1981: Der Mann, der seinen Bruder rächte. Moewig, München.
- 1981: Schöne Geschichten. Erotische Streifzüge. Wilhelm Goldmann, München.
- 1981: Ungezogene Geschichten. Wilhelm Goldmann, München.
- 1981: Wüste Geschichten von Liebe und Tod. Erotische Erzählungen. Wilhelm Goldmann, München.
- 1982: Der langsame Tod des Rainer Werner Fassbinder. Ein Bericht. Schneekluth, Münchner Edition, München.
- 1982: Venus auf dem Vulkan. März Verlag, Berlin/Schlechterwegen.
- 1982: Abschied von den Mädchen. Arthur Moewig, Rastatt.
- 1982: Der Mann und die Wilde. Arthur Moewig, Rastatt.
- 1982: Antwort an einen Friedensfreund oder längere Epistel für Stephan Hermlin und meinen Hund. Bund, Köln.
- 1982: Auf den Tod ist kein Verlass. Erotischer Thriller. Wilhelm Goldmann, München.
- 1983: Der Bunker. Roman. Schneekluth, München.
- 1983: Der Sex-Knigge. Erotische Spiele über und unter der Bettdecke. Mit Ingrid Zwerenz. Delphin, München.
- 1983: Schöne Niederlagen. Wie Stories entstehen, und Weltuntergänge. Brennglas, Assenheim.
- 1983: Berührungen. Geschichten vom Eros des 20. Jahrhunderts. Knaur, München, ISBN 3-426-02505-1.
- 1983: Erotische Kalendergeschichten. 12 Bände. Wilhelm Goldmann, München.
- 1984: Reise unter die Haut. Knaur, München.
- 1984: Die Tierschutz-Lady. Moewig, Rastatt.
- 1984: Das Lachbuch. Gütersloh.
- 1984: Lachen, Liebe, Laster. Erotische Stories. Wilhelm Goldmann, München.
- 1984: Das Kleingeld der Hetären. [unter dem Pseudonym: Gert Amsterdam]. Droemer Knaur, München.
- 1985: Die Venusharfe. Liebeslieder, Zorngedichte, Knittelverse. Knaur, München.
- 1985: Die DDR wird Kaiserreich. Thriller. Bastei, Bergisch Gladbach.
- 1985: Langsamer deutscher Walzer. Thriller. Bastei, Bergisch Gladbach.
- 1986: Frisches Blut und alte Krieger. Thriller. Bastei, Bergisch Gladbach.
- 1986: Peepshow für den Kommissar. Thriller. Bastei, Bergisch Gladbach.
- 1986: Die Rückkehr des toten Juden nach Deutschland. Max Hueber, München.
- 1988: „Soldaten sind Mörder“. Die Deutschen und der Krieg. Knesebeck & Schuler, München.
- 1989: Vergiß die Träume Deiner Jugend nicht. Rasch und Röhring, Hamburg.
- 1991: Der Alternative Büchnerpreis 1991. H. L. Schlapp, Darmstadt.
- 1991: Der legitime Krieg? Zimmermann, Berlin.
- 1993: Rechts und dumm. Carlsen, Hamburg.
- 1994: Links und lahm. Die Linke stirbt, doch sie ergibt sich nicht. Carlsen, Hamburg, ISBN 978-3-551-85015-7.
- 1994: Die neue Weltordnung. Zimmermann, Berlin.
- 1996: Das Großelternkind. Ergänzt u. erweitert als „Ausgabe letzter Hand“; s. o. 1978. Dingsda, Querfurt. (Darin lebensfrohe Darstellung seiner Kindheit in Gablenz Crimmitschau.)
- 1997: Die Antworten des Herrn Z. oder Vorsicht, nur für Intellektuelle. Hgg. Ingrid Zwerenz und Joachim Jahns. Beigefügte Dokumentation: Freunde und Feinde über Zwerenz. Dingsda, Querfurt, ISBN 978-3-928498-61-6.
- 1998: Unendliche Wende. Ein Streitgespräch. Mit Hermann Kant. Hg. Joachim Jahns. Dingsda, Querfurt., ISBN 978-3-928498-70-8.
- 1999: Die grundsätzliche Differenz. Ein Streitgespräch in Wort und Schrift. Mit Sahra Wagenknecht. [Moderation des Gesprächs: Christa Gießler] Dingsda, Querfurt, ISBN 978-3-928498-72-2.
- 2000: Gute Witwen weinen nicht. Exil. Lieben. Tod. Die letzten Jahre Kurt Tucholskys. Kranichsteiner Literaturverlag. Erstausgabe 1980 unter dem Titel Eine Liebe in Schweden, s. o., ISBN 978-3-929265-10-1.
- 2000: Krieg im Glashaus oder Der Bundestag als Windmühle. Autobiographische Aufzeichnungen vom Abgang der Bonner Republik. Edition Ost, Berlin, ISBN 978-3-89793-013-1.
- 2004: „Rechts Raus“, mein Ausstieg aus der Szene. Autobiografie von Torsten Lemmer, Ex-Rechtsextremist. Vorwort von Zwerenz. Das Neue Berlin, Berlin, ISBN 3-360-01242-9.
- 2004: Sklavensprache und Revolte, der Bloch-Kreis und seine Feinde in Ost und West. Mit Ingrid Zwerenz. Schwarzkopff Buchwerke, Hamburg, ISBN 978-3-937738-11-6.
- 2005: unter-schlag-zeilen / befreite worte – gebrochene reime – zur lage. Vorwort zusammen mit Ingrid Zwerenz. ZAMBON-Verlag, Frankfurt am Main, ISBN 978-3-88975-107-2.

## Ehrungen
- 1974: Ernst-Reuter-Preis
- 1986: Carl-von-Ossietzky-Preis für Zeitgeschichte und Politik der Stadt Oldenburg
- 1991: Alternativer Georg-Büchner-Preis